# Waagstock
Als Waagstock wird im Imkereiwesen und der Bienenzucht ein einzelner Bienenstock bezeichnet, bei dem die Gewichtsveränderungen des darin gehaltenen Bienenvolkes mittels einer Wägevorrichtung ermittelt und überwacht werden. Meistens wird dazu eine sogenannte Stockwaage (auch Bienenstockwaage oder Bienenwaage genannt) verwendet, auf die der Waagstock aufgesetzt wird. Der Begriff Waagstock wird teils auch synonym für die gesamte Bienen-Wägevorrichtung mitsamt Waage, Bienenstock und etwaigem Schutzhäuschen gebraucht.
Waagstöcke fanden bereits früh Verwendung, da sich die Gewichtskontrolle als die beste Methode zur eingriffsfreien Abschätzung des Zustandes eines Bienenvolkes herausgestellt hatte und bekannt war. Über die Zu- und Abnahme des Beutengewichts lässt sich eine Prognose zu anstehenden Imkerarbeiten treffen. Während dabei als Waage bislang vorwiegend mechanische Stockwaagen – meist in Form einer Balkenwaage – eingesetzt wurden, kommen heute zunehmend elektronische Stockwaagen in Gebrauch. Diese ermöglichen unter Einsatz von spezieller Messtechnik und Datenfernübertragung sowie bei automatisierter Erfassung von weiteren Faktoren wie beispielsweise Innentemperatur des Waagstockes und einer Wetterbeobachtung sehr detaillierte Trachtbeobachtungen sowie eine Fernüberwachung von Bienenvölkern. Die Entwicklung geht teils hin zum sogenannten Trachtmonitoring per Internet.